# Gens Vettia
La gens Vettia (o Vezia, Vetia, Vezzia) era una famiglia plebea di Roma sorta alla fine della Repubblica. I Vettii crebbero poi di importanza durante l'Impero, quando il loro nome comparve sovente nei Fasti. Un ramo dei Vettii visse nel paese di Vezza d'Alba, che infatti ne prese il nome. Anche a Pompei ci sono tracce di proprietari appartenenti alla gens: Aulo Vettio Caprasio Felice era padrone di due proprietà, mentre Aulo Vettio Restituto e Aulo Vettio Conviva, ricchi liberti, abitarono la famosa casa dei Vettii, uno dei massimi esempi di arte e architettura romana del I secolo. A Pompei la famiglia dei Vettii era una delle più facoltose nel 79 d.C., anno dell'eruzione che distrusse la città. Nella città di Teramo è invece stata rinvenuta un'iscrizione sepolcrale che parla di un Gaius Vettius C. f. Laetus e di sua madre Vitellia C. f. Taertia. Anche nell'odierna Chieti, l'antica Teate Marrucinorum, si conserva una dedica a Marco Vettio Marcello, procuratore dell'imperatore Nerone, e a sua moglie Elvidia Priscilla, sui resti di uno dei templi ai Dioscuri o alla Triade Capitolina che si possono osservare nell'area archeologica del Foro di epoca imperiale. Grazie al loro contributo, nel primo periodo imperiale, Teate fu dotata di ulteriori edifici monumentali come il Teatro e l'Anfiteatro. Un'ipotesi etimologica fa risalire l'origine del nome della città di Avezzano al prediale Ad Vetianum o Ad Vettianum. Il luogo infatti sarebbe stato frequentato in epoca romana dalla gens Vezzia

## Membri della gens

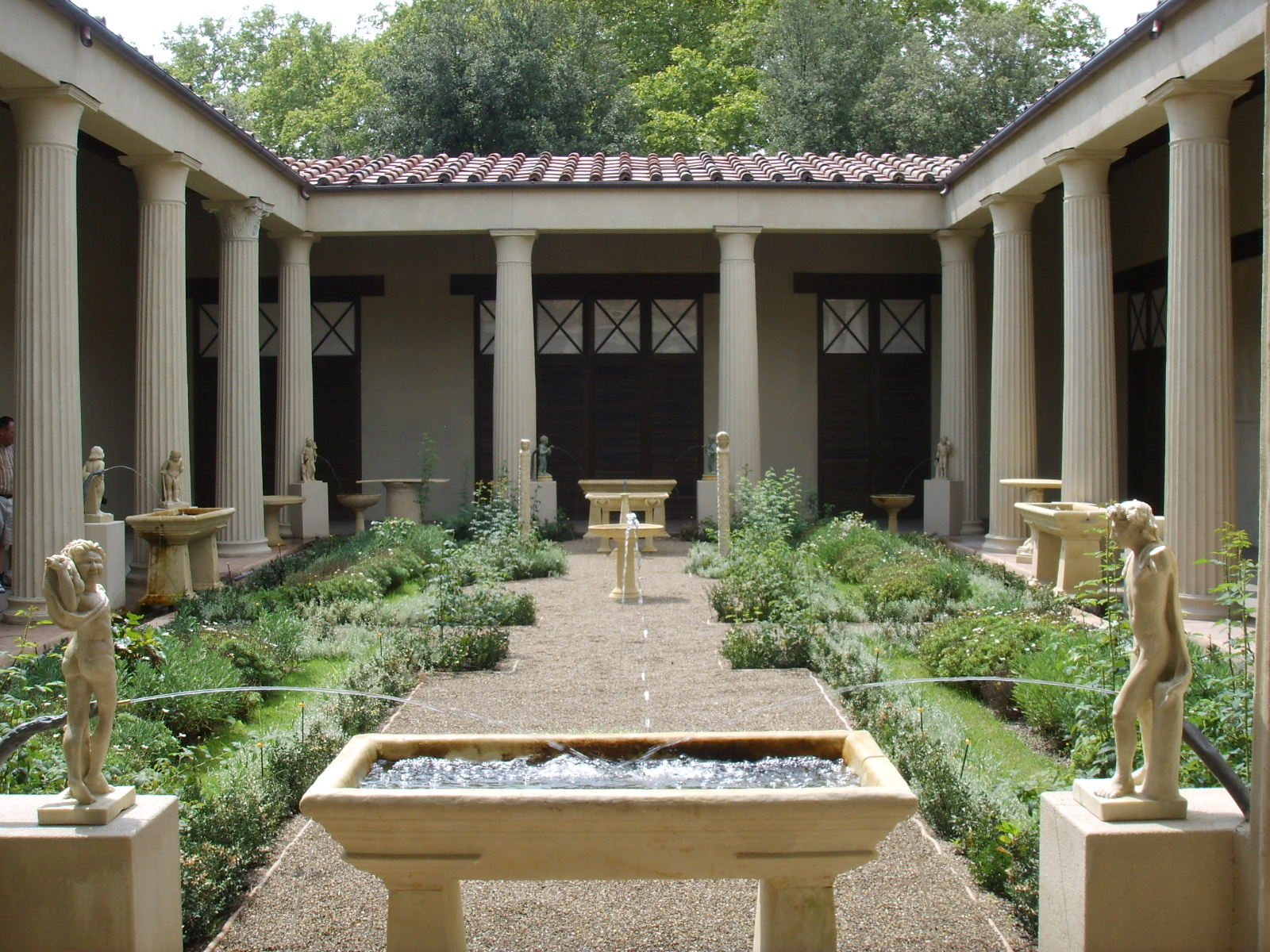
Ricostruzione del giardino della casa dei Vettii

- Vezio Scatone: ribelle marso della guerra sociale;
- Tito Vezio (Sabino): pretore nel 59 a.C., presiedé al processo per estorsione di Flacco e nel 58 a.C. fu propretore d'Africa;
- Lucio Vezio: politico, esponente degli equites nell'ultimo periodo della Repubblica;
- Marco Vettio Bolano: console del 66;
- Gaio Vettio Sabiniano Giulio Ospite: console del 175 o 176;
- Vettio Valente: astrologo nato in Grecia nel II secolo;
- Gaio Vettio Grato Sabiniano: console del 221;
- Gaio Vettio Grato Attico Sabiniano: console del 242;
- Vettio Aquilino: console posterior del 286;
- Gaio Vettio Grato: senatore del III secolo;
- Vettio Agorio Pretestato: politico romano del IV secolo;
- Gaio Vettio Aquilino Giovenco: poeta cristiano del IV secolo;
- Gaio Vettio Cossinio Rufino: console del 316;
- Gabinio Vettio Probiano: praefectus urbi nel 377;
- Vettio Iusto: padre di Iusto, governatore del piceno sotto Costanzo II, e nonno di Giustina, moglie di Valentiniano I;
- Giustina: moglie di Valentiniano I e madre di Valentiniano II;
- Vettio Agorio Basilio Mavorzio: console dell'Impero Romano d'Oriente del 486;